# Johann Ev. Lamprecht

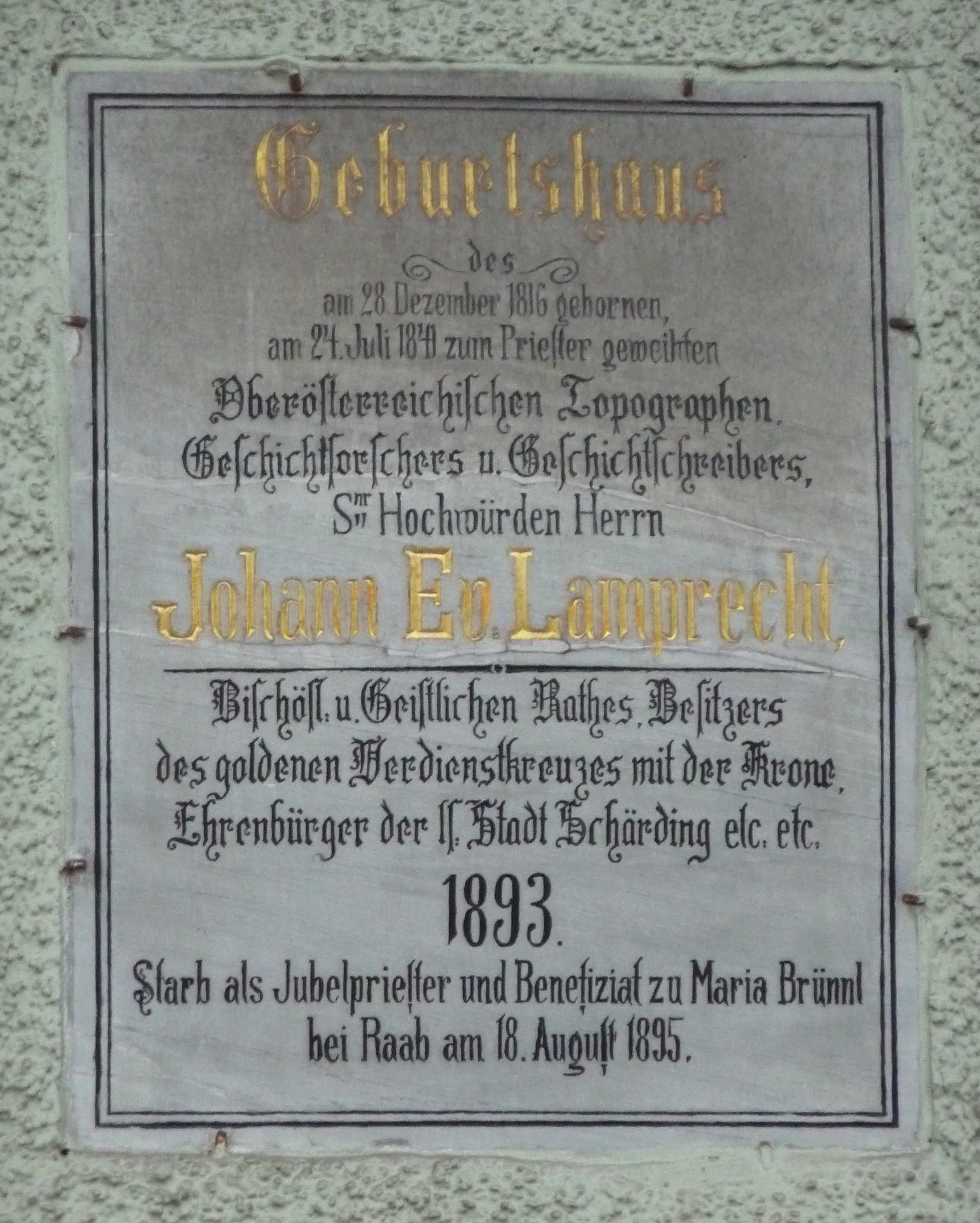
Gedenktafel an Lamprechts Geburtshaus in Schärding

Johann Evangelist Lamprecht (* 28. Dezember 1816 in Schärding; † 18. August 1895 in Maria Bründl) war ein oberösterreichischer Geistlicher, Heimatforscher und Kartograph.

## Leben

### Kindheit und Jugend
Lamprecht kam am 28. Dezember 1816 in Schärding im Haus Passauer Straße 17 als Sohn von Juliana und Michael Lamprecht, eines Stadtgärtners, zur Welt. Er besuchte die Volksschule in Schärding und erhielt schon frühzeitig Zeichenunterricht. Von 1829 bis 1837 besuchte er das Stiftsgymnasium Kremsmünster.

### Tätigkeit als Priester
1837 trat Lamprecht in das Linzer Priesterseminar ein und wurde 1841 zum Priester geweiht. Da er schon bald mit Schwerhörigkeit zu kämpfen hatte, ging er in einer Reihe von Pfarren einer Tätigkeit als Kooperator oder Provisor (Stellvertreter eines Geistlichen) nach, und widmete sich vermehrt der Heimatkunde. Von 1861 bis 1873 und von 1875 bis 1888 war er Messeleser in Sigharting, unterbrochen von einer Tätigkeit als Messeleser in Aistersheim. Ab 1888 kam er als Benefiziat nach Maria Bründl bei Raab, wo er den Rest seines Lebens verbrachte.

### Tod

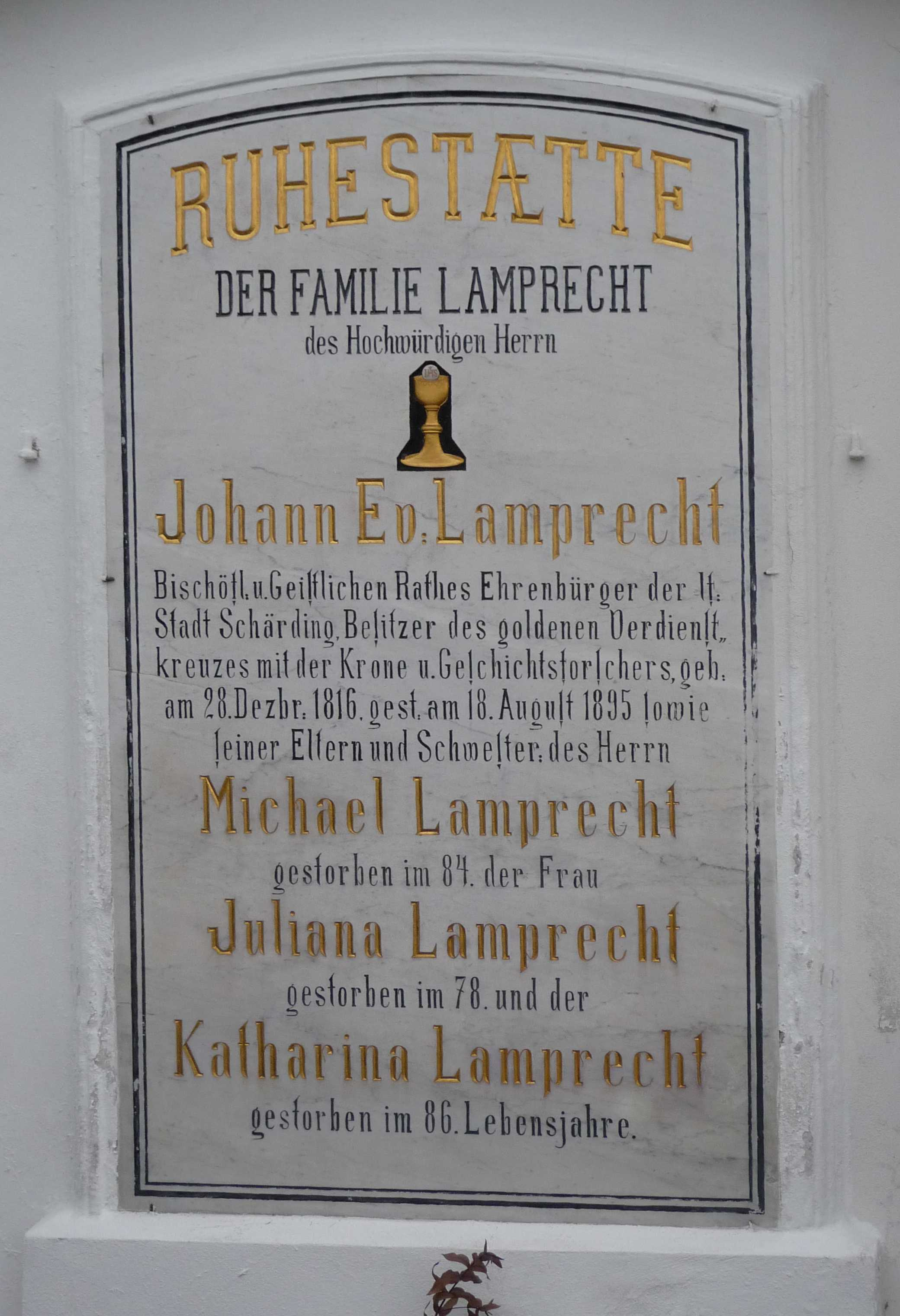
Grabmal der Familie Lamprecht am Stadtfriedhof Schärding

Lamprecht starb am 18. August 1895 in Maria Bründl nach schwerer Krankheit. Er wurde zwei Tage später am Stadtfriedhof Schärding in einem Ehrengrab beigesetzt.

## Wirken als Heimatforscher
Lamprecht  hatte schon in jungen Jahren gerne gezeichnet und sehr früh Erfahrungen im Anfertigen von Plänen und Karten gesammelt, die er später in seine zahlreichen historisch-topographischen Arbeiten einbrachte. 
Als Heimatforscher wirkte Johann Ev. Lamprecht insbesondere im Unteren Innviertel und verfasste dort eine Reihe von Orts- und Pfarrgeschichten, unter anderem von Schärding (1860), Andorf (1876), Raab (1877), Neuburg und Wernstein (1883), St. Agatha (1883), Mattighofen (1885), Hohenzell (1889), Taufkirchen, Rainbach, Diersbach und Sigharting (1891), Aurolzmünster, Peterskirchen und Eitzing (1906). Lamprecht war in vielen Orten der erste, der eine umfassende Chronik verfasste. Seine Arbeiten bilden bis zum heutigen Tag die Grundlage vieler Heimatbücher des Innviertels. 
In archäologischen Streifzügen durchwanderte er zudem die Gegend auf der Suche nach Römerkastellen, alten Burgen und Wehranlagen, wobei er viele prähistorische Funde machte und seine Erkenntnisse in einem umfangreichen Manuskript vorlegte. Daneben verfasste Lamprecht die Historisch-topographische Matrikel des Landes ob der Enns; es handelt sich dabei um eine Karte, die 13.000 Ortsnamen mit der Jahreszahl ihres Entstehens anführt.

## Auszeichnungen

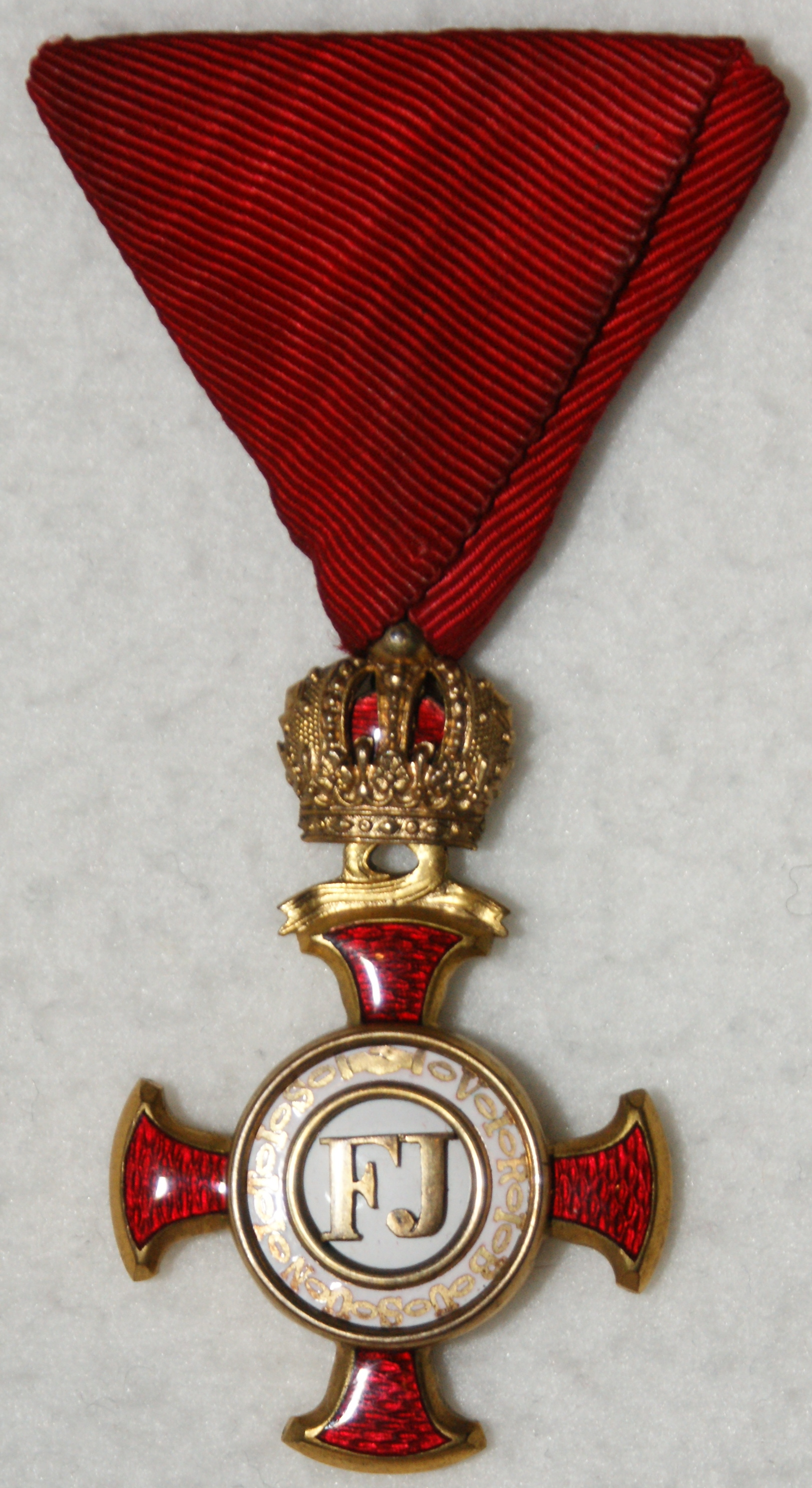
Goldenes Verdienstkreuz mit der Krone

- 1891 Goldenes Verdienstkreuz mit der Krone
- 1894 Ehrenbürger der Stadt Schärding

In Schärding und Raab wurden Straßen nach ihm benannt, und seit dem Jahr 1969 trägt die Volksschule in Sigharting als Johann Evangelist Lamprecht-Schule seinen Namen.

## Werke (Auswahl)
- Ueber die richtige Schreibung vieler Orts-, Fluß- und Berg-Namen in Oberösterreich. Selbstverlag, Linz o. J. (landesbibliothek.at).
- Beschreibung der k.k. landesfürstl. Gränzstadt Schärding am Inn und ihrer Umgebungen. Wels 1860 (landesbibliothek.at).
- Historisch-topographische Matrikel oder geschichtliches Ortsverzeichniß des Landes ob der Enns, als Erläuterung zur Charte des Landes ob der Ens in seiner Gestalt und Eintheilung vom VIII. bis XIV. Jahrhunderte. Herausgegeben vom christlichen Kunstvereine der Diöcese Linz, Wien 1863 (Digitalisat auf digitale-sammlungen.de; oder landesbibliothek.at).
- Die Pfarreien des Dekanates Gmunden historisch-statistisch beleuchtet, als Versuch und Vorläufer des Realschematismus der Diöcese Linz. Linz 1874 (landesbibliothek.at).
- Statistische und geschichtliche Notizen über den Ort und Gemeindebezirk Andorf im Innkreise. Selbstverlag, Linz 1876 (landesbibliothek.at).
- Beschreibung des Ortes Rab und dessen Umgebung. Linz 1877.
- Kurzgefaßte Geschichte der Grafschaft Neuburg am Inn und Wernstein. 1883.
- Schloß, Stift, Markt und Bad Matighofen in Oberösterreich und dessen Umgebung als ein Beitrag zur Landeskunde historisch, topographisch und statistisch beleuchtet. Selbstverlag, Braunau 1885 (landesbibliothek.at).
- Historisch-topographische und statistische Beschreibung der k. k. landesfürstl. Gränzstadt Schärding am Inn und ihrer Umgebungen. Selbstverlag der Gemeinde Schärding, Schärding 1886–1888, 2 Bände: Band 1, Heft 1, 1887 (landesbibliothek.at), Band 1, Heft 2, 1886 (landesbibliothek.at), Band 2, Heft 1, 1887 (landesbibliothek.at), Band 2, Heft 2, 1888 (landesbibliothek.at).
- Beschreibung der Pfarre und Gemeinde Hohenzell bei Ried im Inkreise und deren Umgebungen. Schärding 1889 (landesbibliothek.at).
- Die Altpfarre Taufkirchen an der Bram, d[as] i[st] die dermaligen Pfarren und Gemeinden: Taufkirchen, Rainbach, Dirsbach um Sigharting im Inkreise; geschichtlich, topographisch und statistisch beleuchtet und als Beitrag zur Landes- und Heimatkunde. Maria Bründl 1891 (landesbibliothek.at).
- Das Martyrologium und die acta Sanctorum als Patronat der meisten Kirchen der Christenheit und in specie des Landes ob der Ens in seiner hohen und tiefen Bedeutung. Linz 1892 (landesbibliothek.at).
- Geistliche Ehrenhalle das ist aus Oberösterreich entstammende Geistliche höheren Ranges. Linz 1895 (landesbibliothek.at).
- postum gemeinsam mit Franz Lang: Aurolzmünster, Peterskirchen und Eitzing. Ried 1906 (landesbibliothek.at).